# 卡雷姆斯科耶
卡雷姆斯科耶（羅馬化：Karýmskoye）是俄罗斯外贝加尔边疆区的市级镇、卡雷姆斯科耶区行政中心，位于音果达河左岸地区，在边疆区首府赤塔东南方。
该镇名称来自“卡雷姆人”（俄語：кары́мы）一词，指受洗的布里亚特人，或者俄罗斯人与布里亚特人、喀木尼汉人的混血族群。该地2021年人口有12,771人；2010年人口13,037；2002年人口12,440；1989年人口15,692。